# タロット

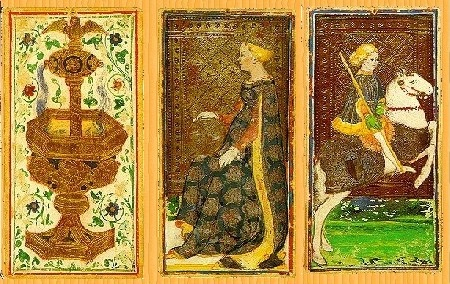
15世紀に描かれた（悪魔のカードを除く）ヴィスコンティ・スフォルツァ版デッキ

タロット（英：tarots [tǽrou] 、伊：tarocchi）、あるいはタロットカードは遊戯や占い（タロット占い）などに使用されるカードである。

## 概要
現代ではタロットは、78枚1組が一般的で、寓意画が描かれた22枚の大アルカナ（絵札、トランプのカード）と、ワンド（棍棒）、カップ（杯）、ソード（剣）、ペンタクル（五芒星）のスート（マーク）の4組に分割される56枚の小アルカナ（数札）で構成される。
タロットは中世末期にイタリアで生まれた貴族の遊び道具、賭博用品で、印刷技術の発展に伴い、南フランスやドイツにも広まったとされる。ローカルゲームとしてある程度の人気があった。
近世のカード占いは、18世紀に始まった。近世になると、寓意札と数札の組み合わせに様々な神秘性を見出す人々が登場し、ひらめきによってタロットのエジプト起源説を唱えたパリの百科全書派の学者アントワーヌ・クール・ド・ジェブランや、同じくエジプト起源説を唱えてタロット全体をヒエログリフで書かれた古代エジプトのトートの書と捉えたド・メレ伯爵等、フランス人のタロット論がタロットの神秘化に決定的な影響を及ぼし、タロットはゲームの道具からオカルト的なものに変容していった。彼らのエジプト起源説は根拠はなかったが、神秘的解釈の要素の多くが含まれており、この後に続く者達は、二人の説明の空白部分を埋めるように、自由にタロットの象徴の発想（妄想）を膨らませ、かなり強引にタロットに神秘的解釈を重ね合わせていった。彼らが想像したタロット観は、エッティラ（エテイヤ、ジャン＝バティスト・アリエット）に引き継がれた。彼らは、タロットは太古に起源を持ち、特別な理解力と洞察力を持つ人々だけが到達できる秘密の智恵を含むものだと主張し、こうして単なるゲームの道具だったタロットは、18世紀後半以降「ありとあらゆる神秘的教義の秘匿と開示を担うシンボル集成、さらには人間の運命を見通すことを可能にする魔術の道具」となっていった。このような神秘的な意味付けの行為には、フランス革命後のフランスで、政治的・経済的な立場を失った貴族・知識階級が、霊的な秘密に通じるエリートであることを誇示し、特権的な立場を保とうという思惑があった。
エッティラの系統の「エジプト・タロット」とそのヴァリエーションは生産され続け、19世紀末西洋の近代オカルティズムの盛り上がりの中で存在感を獲得していった。19世紀のオカルティストのエリファス・レヴィは、タロットは占いの道具というより「古代の書物」で「神秘を解き明かす鍵」であると主張して、強引に22枚の寓意札と22のヘブライ文字の照応を論じ、動物磁気説に影響を受けたアストラル光（星気光）の理論と関連付ける形で、タロットを魔術と結びつけた。タロットはユダヤ教の神秘主義思想カバラと関連付けられることで、心身変容法のツールとして使われるようになり、オカルトの文脈の中に位置付けられた。

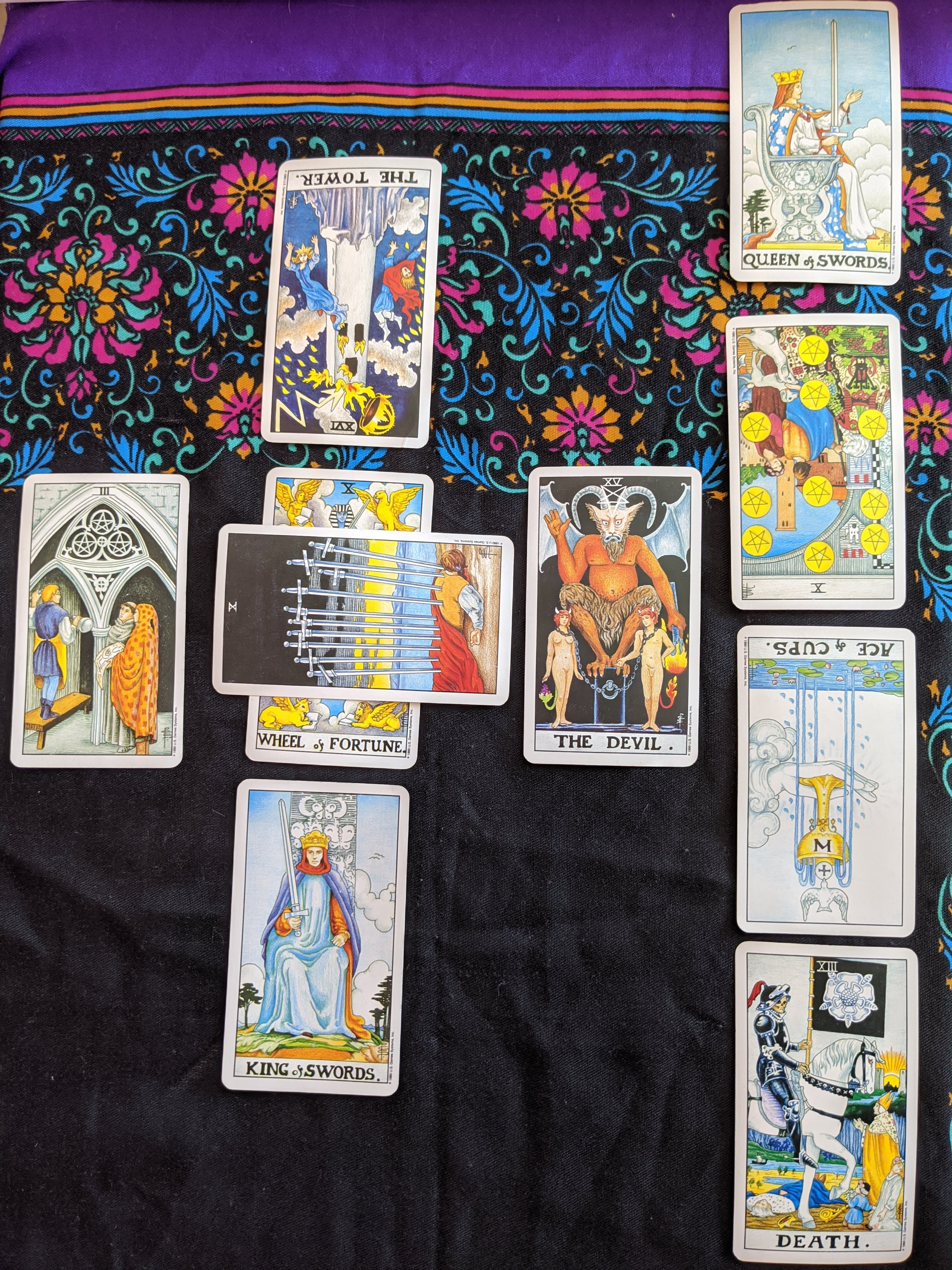
ウェイト＝スミス版タロットを基にしたタロットカードを用いたケルト十字展開法

イギリスでは19世紀初頭から魔術書の出版が盛んで、オカルト知識の普及が進んでいたが、フランスで発展したオカルト・タロットについては知られていなかった。フリーメイソン的薔薇十字思想家のイギリス人ケネス・マッケンジーがエリファス・レヴィに様々な図版やタロットを見せてもらい、オカルト・タロットをイギリスに紹介しようとタロット本の準備を進めたが、実現することなく死去し、彼が残した暗号で書かれたタロット原稿と儀式群は、フリーメイソン系の薔薇十字団員の友人だったウィリアム・ウィン・ウェストコットの手に渡った。ウェストコットらはこれを「暗号文書」呼んで黄金の夜明け団創立の土台とし、この文書に書かれたタロットとヘブライ文字の照応関係は黄金の夜明け団の秘伝となった。団員たちはこのタロットを発展させ、広めていった。現在最もポピュラーなウェイト＝スミス版タロットも、アレイスター・クロウリーのトート・タロットもこの系譜にあり、現代の定番の占い方である「ケルト十字展開法」にも黄金の夜明け団が関わっている。
タロットは現代では、占いやオカルト的な目的に幅広く使われるようになり、一部のオカルト探究者だけでなく、新時代のスピリチュアリティの表現として広い層に受け入れられ、高い人気を誇る。多種多様な商品パックが販売されているが、キリスト教の聖書の物語の絵を描いたものがほとんどで、ユング心理学における元型と似たテーマを中心にカードが構成されている。そのため占いだけでなく、セラピーの道具としても発達しており、ジョン・ドレインによると、おそらくセラピーが最も一般的な使用目的である。

## 後付けされたファンタジー的起源
タロットの起源を古代バビロンや古代エジプトの伝説上のヘルメス・トリスメギストス（トート）やユダヤ教神秘主義のカバラに求める説もあり、はるか古代の英知を寓意の形で紹介したものだと主張する占い入門書も多かったが、学術的な根拠は無い。20世紀後半の地道な実証的研究でタロットの概略はほぼ解明されており、ファンタジー的な起源説は、18世紀後半以降に誤解と一種の幻想、想像や妄想によって後付けされたものであることが分かっている。
エジプト起源説を唱えたのは、ジェブランやド・メレであるが、彼らの主張の内容は薄いもので、根拠を示そうという気もみられなかった。カバラを起源と主張したのはエリファス・レヴィであるが、彼は実証というものに欠けており、彼が主張したタロットの歴史には証拠が全くなく、最初エジプト起源説を支持し、後にカバラ起源説を唱えたが、どちらの説も今日では証拠に欠けるとして否定されている。近年の研究で、1425年頃にイタリアのキリスト教徒たちがタロットを作ったと考えられているが、彼らはカバラと全く関係がなく、また、カバラの文献でもタロットへの言及はみられない。今日のユダヤ教徒のカバリストも、タロットがカバラに由来するとは思っていないようである。ロマ人（いわゆるジプシー）に代々秘密に伝えられたものだという主張もあった。古代の英知を受け継いだという秘密結社に所属するタロティストには、自身の直観や考えを根拠に、エジプトの司祭、魔術師、カバラ学者、テンプル騎士団といった秘儀伝授者に起源があると主張する者もいた。

## 歴史

### 初期
現在のトランプやタロットの原型となった4つのスートの遊戯用カードは、14世紀にアジアからおそらくイスラーム世界を経由して、西ヨーロッパに入った。
会計検査院の記録に、精神を病んだシャルル6世のために、14世紀初頭にパリに住んでいたほぼ無名の画家ジャックマン・グランゴヌールが3組の遊戯用カードを描いて報酬を受け取ったと記録されており（1392年？）、これは長らくタロットに関する最古の記述とされ、この遊戯用カードをタロットと考える人は「シャルル六世デッキ」等と呼んでいたが、現存しておらず実態はわからない。
哲学者でタロット研究者のマイケル・ダメット、美術史研究者のロナルド・デッカー、カードゲーム史研究者のティエリー・デュポリスは、1996年にオカルト・タロット研究の金字塔として名高い『A Wicked Pack of Cards: Origins of the Occult Tarot（邪悪なカード・パック―オカルト・タロットの起源）』で、タロットは1425年頃にイタリアのキリスト教徒たちの間で生まれたと述べている。15世紀に北イタリアで、数札から成るカードに、切り札である絵札（今でいう「死」「恋人（愛）」「審判」等）が付けくわえられ、貴族の優雅で知的な遊びとしてタロット・ゲームが生まれた。
タロットのパックについての最も古い記述は、北イタリアのフェラーラの宮廷の1442年の帳簿の記述で、納入簿に「トリオンフィのカード、一パック」、収納簿に「トリオンフィの小カード、四パック」の記載がある。トリオンフィ（勝利や凱旋を意味する trionfo の複数形）はこの時代のイタリアでタロッキ（tarochhi）、つまりタロットを指しており、英語のトライアンフ（triumph）＝トランプと同じ語源である。
この頃、フェラーラでエステ家のために作られたと思われるデッキのうち15枚（うち大アルカナ8枚）がイェール大学に所蔵されている。またパリ国立図書館にも17枚（大アルカナは16枚）が残っており、これは1469年から1471年の間に上記のエステ家のボルソ・デステ (Borso d'Este) 侯爵のためにフェラーラでつくられたものと推測されている。このデッキの図像は上記ヴィスコンティ・スフォルツァ版とも後述のマルセイユ版とも異なる図案がみられる。

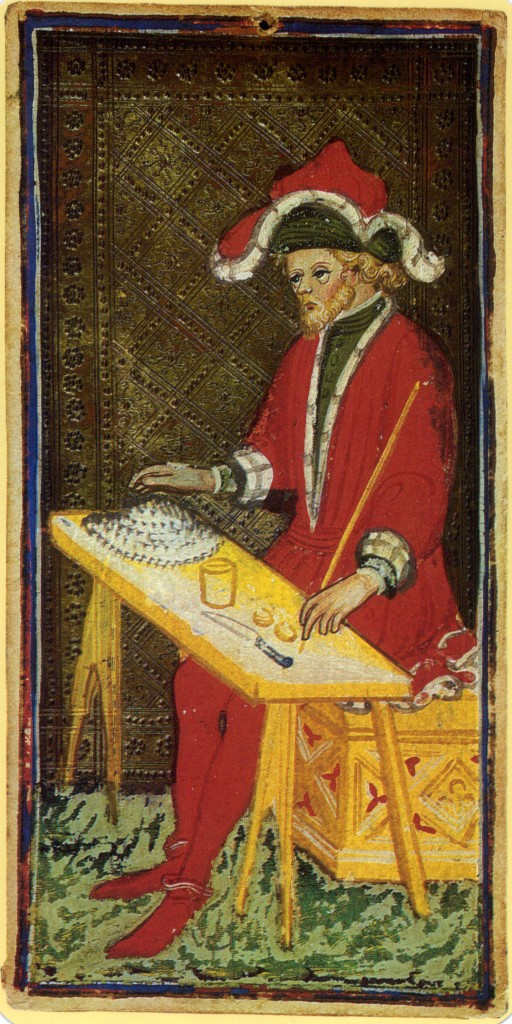
ヴィスコンティ・スフォルツァ版の魔術師のカード。ボニファシオ・ベンボ画、15世紀中頃

後の78枚から成るマルセイユ版タロットの源流と考えられる、現存する最古のパックは、15世紀半ばの1440年代前半から1450年代に、北イタリアのミラノのヴィスコンティ家とスフォルツァ家周辺で作成されたもので、ピアモント・モーガン＝ベルガモ・パックのほかに、2種類が知られている。「ヴィスコンティ・スフォルツァ版」とも。これは、様々な博物館、図書館、そして世界中の個人コレクションに散らばる、約15デッキのタロットを総称したものである。このうちには1484年の日付の入ったものもあるが、それよりも古いもので1442年から1447年の間に作られたと推測されるものも存在する。この「ヴィスコンティ・スフォルツァ版」はデッキごとにも微妙な違いがあるが、全体的にも後のいわゆる「マルセイユ版」とは図柄がかなり異なっており、番号がないため、いわゆる大アルカナに相当するカードの配列順番も現在のタロットと同じなのかどうか不明である。しかし、現在の大アルカナ22枚に相当するカードは少なくとも20枚はあったことはわかる。
15世紀後半には、北イタリアのボローニャ、フェラーラ、ミラノの宮廷でタロット・ゲームが盛んに行われ（占いではない）、20種類ほどのパックの存在が知られている。
当時は、貴族や富豪のために画家が手描きで描いて作製していた。この頃のタロットは、まだ枚数や絵柄などもどの程度確定していたのか不明ではあるが、上述の諸々のデッキの構成から、すでに後世でいう大アルカナと小アルカナが合体したものであることは推察できる。一般的には、ゲーム用として用いられその遊びの中の一つとして占いに使うこともあっただろうと考えられている。とはいえゲーム用でも占い用でもない寓意画として観賞されたのかも知れず、正確なところは不明である。

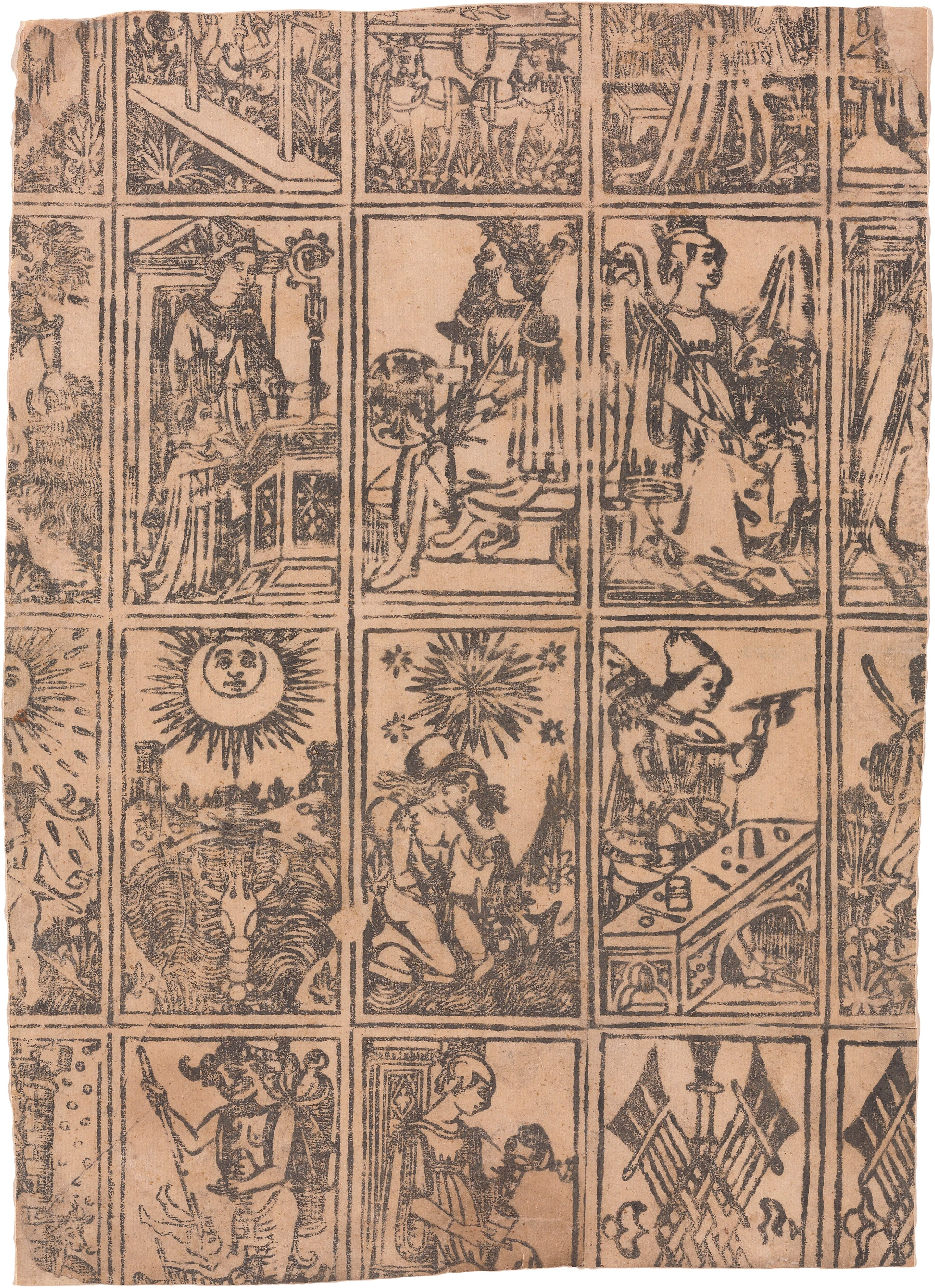
イタリアのトランプの未裁断シートの一部。マルセイユ版タロットの祖。1550年頃

その後、16世紀頃から木版画の量産品が出回るようになり、徐々に庶民へ、全ヨーロッパへと普及して行った。特にタロット・ゲームによるギャンブルは盛んで、風紀を乱すという理由から何度も禁止令が出たという。確実なタロット占いの記録が文献に現れるのは18世紀（後述のエッティラ）以降のことである。

### マルセイユ版タロットの誕生

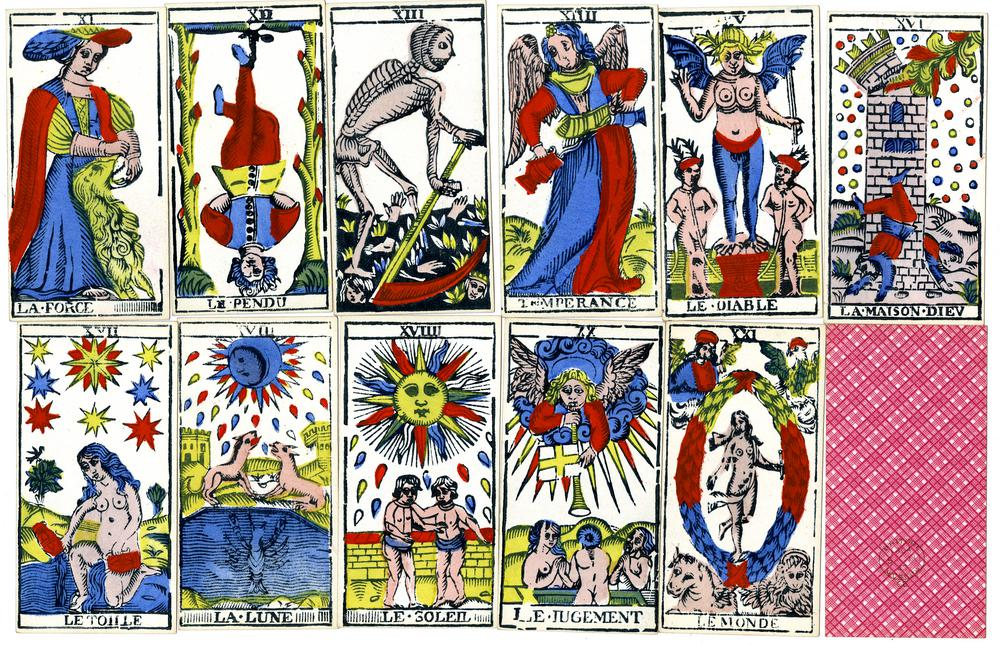
18世紀の標準的な遊戯用カード（トランプ）であったマルセイユ版タロット。

フランス最古のタロットは、1557年にリヨンで作られた「ケイトリン・ジョフロイ版」(Catelin Geofroy) だが、このデッキのトランプ（いわゆる大アルカナ）は図像的にみるとかなり特徴的で、のちの「マルセイユ版」の元祖とは言い難い。
いわゆる現在の「マルセイユ版」とほぼ同じ図像、絵柄が確立したのは、1650年頃のパリで発行されたジャン・ノブレの「ジャン・ノブレ版」が最初で、これが遡りうる限りでのマルセイユ版の元祖と言い得る。マイケル・ダメットによると、最古のタロット占いの記録は、18世紀前半のタロット占いのやり方を記した手書きのシートである。この記録によれば、タロットカードにはそれぞれの意味が1枚ごとに割り振られていたようであるが、当初はもっぱらゲームに使われていた。

### フランスでのオカルト・タロット化の始まり
この系統のタロットは、18世紀頃にはミラノ辺りでも生産されたが、当時一大生産地となったマルセイユにちなみ「マルセイユ版タロット」と呼ばれる。この頃はまた、ちょうどフランス革命前後の不安定な社会を背景に、占い師エッティラが活躍していた頃に重なり、タロットを神秘的なものと見る風潮が高まって占いにも多用されるようになっていく。パリの占い師たちにタロットが神秘的でエキゾチックに見えたのは、この頃までにフランスでは東部地域を除いてタロットゲームが遊ばれなくなっていたためである。

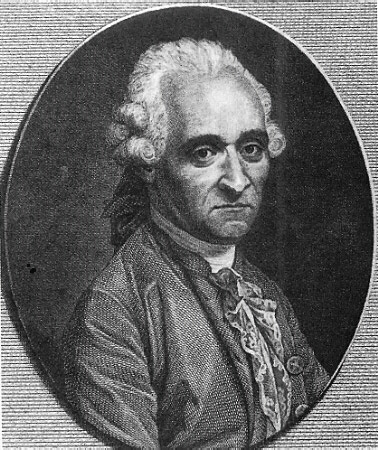
アントワーヌ・クール・ド・ジェブラン

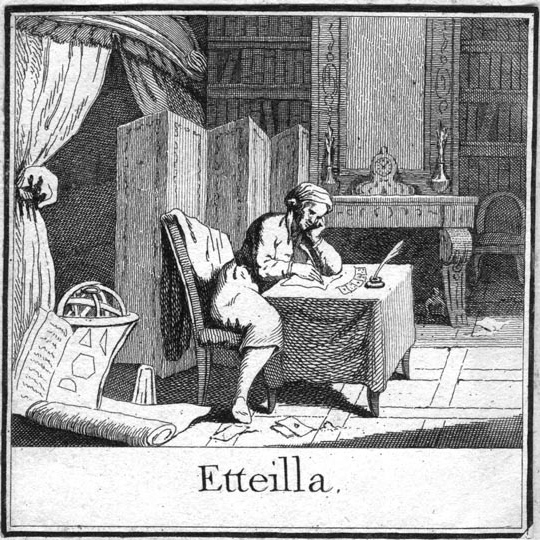
エッティラ。1790年の著作より

エッティラ（エテイヤ）やその他の人々がタロットにオカルティズムを注入し、その結果新たなタロットが作られ、一般的に占いに使われるようになった。アントワーヌ・クール・ド・ジェブランが『太古の世界』を著し、タロットのエジプト起源説を唱えると、それに触発されてエッティラが新解釈のタロットを作り出した。エッティラは上記のカード占いの方法をつかって最初の体系的なタロット占い術を編み出し、1783年から1785年にかけて『タロットと呼ばれるカードのパックで楽しむ方法』を出版した。かれはジェブランを信奉し、エジプト起源説によってタロットに神秘主義的な意味づけをした。またタロット占いに初めて「逆位置（リバース）」という解読法を加えた他、小アルカナの4スートに、四元素を当てはめるなどし、さらに、初めてタロットと占星術を具体的に結びつけ、大アルカナから3枚を除いた19枚に7惑星や12星座との関連を与え「机上の占星術」という一面をもたらした。これらのタロット大革命により、エッティラは事実上、現代につながるオカルト・タロットの開祖となった。また、それとは別に、タロットの順番が長い歴史の間に誤って伝わってきたと主張して、独自の考えに基づいて大幅なカードの順番入れ替えと絵柄の変更を行い、はじめて、占い専用でしかも美麗なオリジナルデザインの「エッティラ版タロット」デッキを作成した。このデッキはヘルメス哲学、錬金術、旧約聖書、数秘術なども取り込んだもので、のちに数多くの独創的なオリジナルタロットが創作される嚆矢となった。

### オカルト・タロットの隆盛とイギリスへの流入

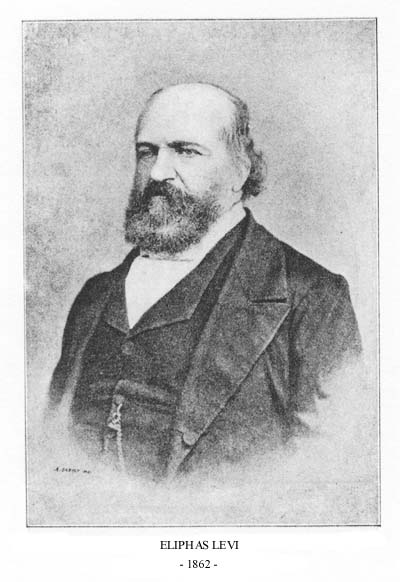
エリファス・レヴィ、1862年

フランスでは一時期はタロットといえば「エッティラ版」が主流となり、一般の「マルセイユ版」をほとんど駆逐してしまったこともあった。この後、1854年には、エリファス・レヴィが『高等魔術の教義と儀式』を著し、カバラ起源説を主張してタロットとカバラ（ユダヤ神秘主義）との関係を体系化し、その中で大アルカナ22枚とヘブライ文字22文字の対応関係を改めて主張した。彼のタロットの象徴体系には辻褄の合わない部分があり、その体系的不備が指摘されている。タロットとヘブライ文字を関連付けたレヴィの解釈にはかなり無理があったが、この解釈が最も普及したことで、「キリスト教カバラ」の観点からも解釈されるようになり、カバラはタロットに照らすことで初めて解釈できるといった主張も現れ、ゲームカードだったタロットは、西洋近代の魔術理論全体に組み入れられた。レヴィへの注目が高まるに従って、タロットの神秘性も高まっていった。

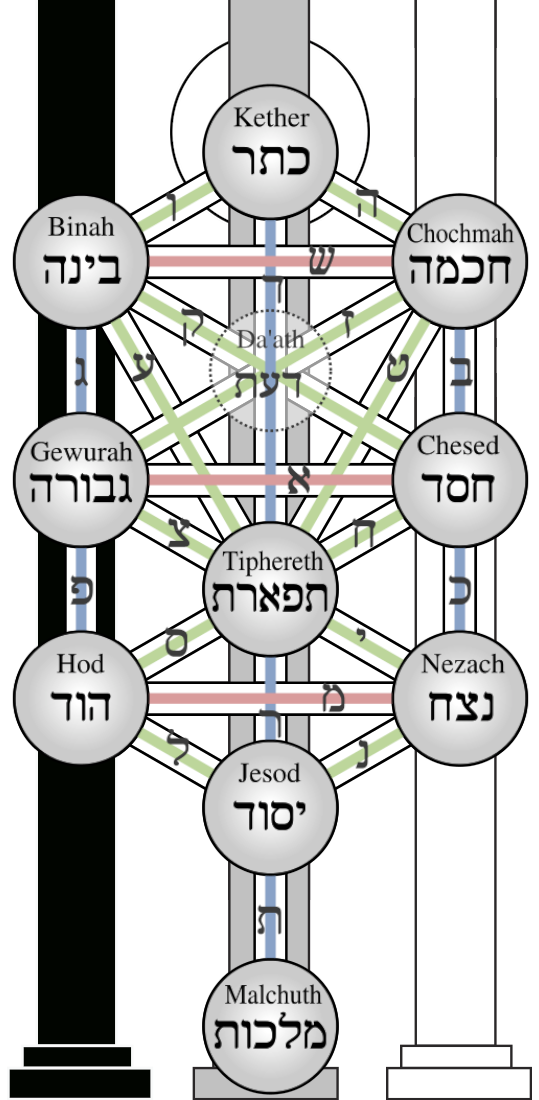
カバラにおけるセフィロト

ナポレオン3世に仕え一世を風靡した有名な占い師エドモンは、このレヴィの説に基づいたオリジナルタロットを使用していた。続いて1889年にオカルティストのスタニスラス・ド・ガイタとともに「薔薇十字カバラ団」を設立したパピュスは、カバラの基本文献である『形成の書』のヘブライ文字と世界の構成諸要素を対応させる思想に基づき（各カードを介して）ヘブライ文字を7惑星・12星座と対応させた。小アルカナについてもカバラの象意を配当した。即ちワンド・カップ・ソード・コインのスートに、それぞれヤハウェの名前Y・H・V・H、さらに各スートの1から10までの数札にカバラのセフィロト（10個のセフィラ、生命の樹）におけるケテルからマルクトまでのセフィラを関連付けた。またパピュスは神秘主義的タロット論『ジプシーのタロット』を著したが、同書に付された22枚のタロットは、レヴィやパピュス、ガイタ、そしてウィルトらの説に基づいて、ヘブライ文字と対応させた最初のタロットでもあった。このタロットの作画は、スタニスラス・ド・ガイタの弟子のオカルティストのオズヴァルド・ヴィルトであった。

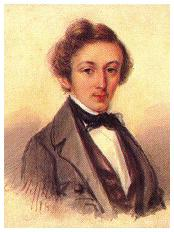
ケネス・マッケンジー

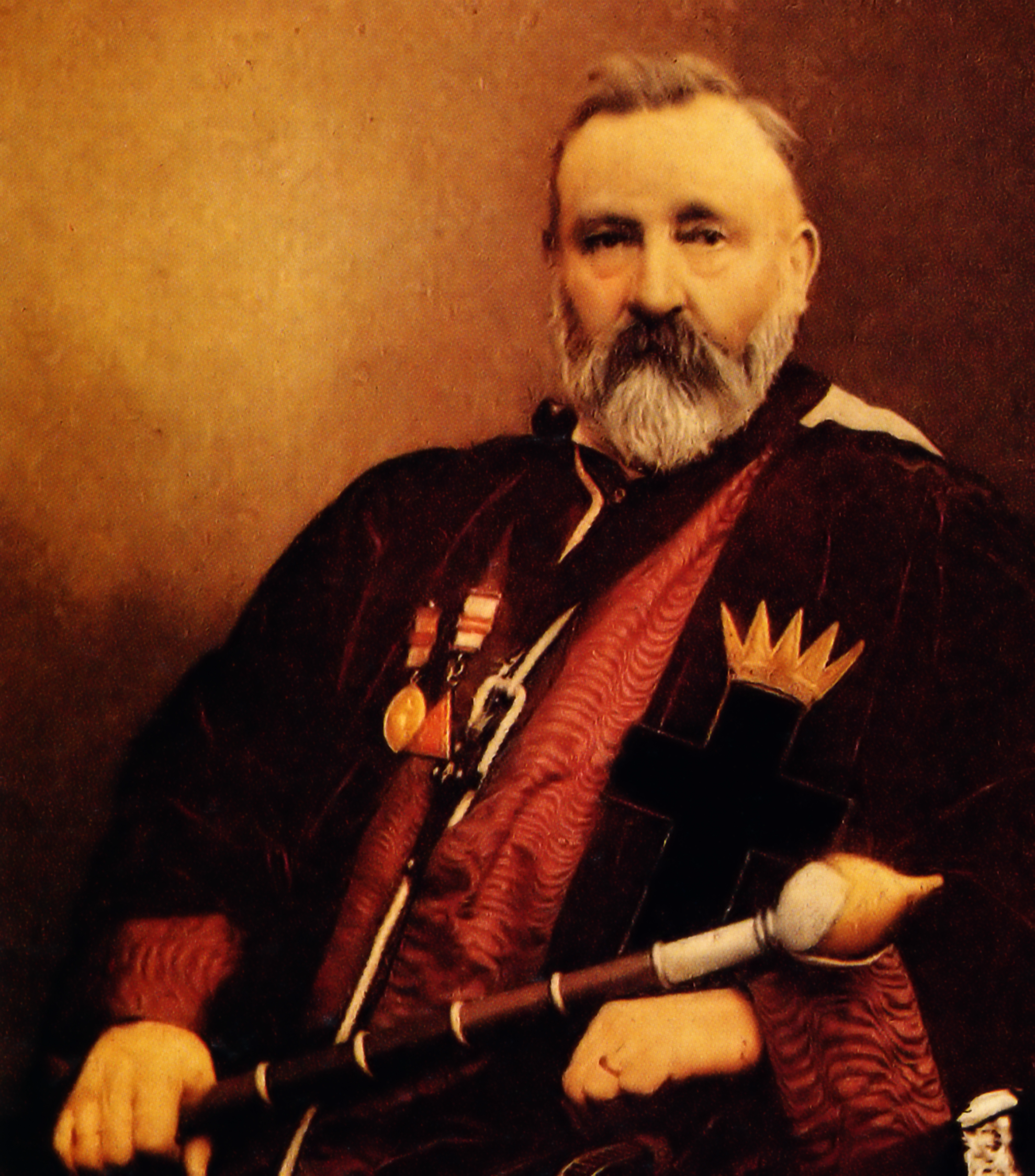
ウィリアム・ウィン・ウェストコット

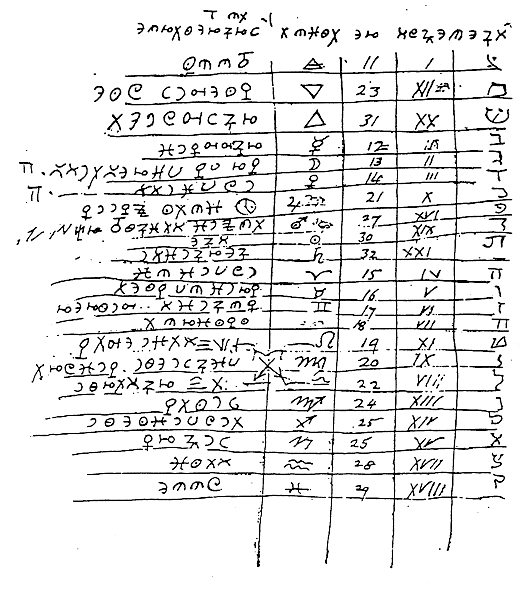
「暗号文書」32ページ。タロットカードの対応表が含まれる。

イギリスでは19世紀初頭からフランシス・バレット等の魔術書の出版が盛んで、占星術師ラファエル（ロバート・クロス・スミス）が出す年鑑等を通しオカルト知識の普及が進んでおり、エドワード・ブルワー＝リットンのオカルト小説『ザノーニ』による薔薇十字啓蒙も盛り上がっていたが、フランスで発展したオカルト・タロットについてはまだ知られていなかった。フリーメイソン的薔薇十字思想家のケネス・マッケンジーが、1861年にエリファス・レヴィ宅を訪問して様々な図版やタロットを見て、イギリスにオカルト・タロットを紹介しようと本の準備を進めたが、彼は飲酒や借金で身を持ち崩し、タロット本を出版することなく1886年に死去した。彼が残した暗号で書かれたタロット原稿と儀式群は、友人の英国薔薇十字協会会員ウィリアム・ウィン・ウェストコットの手に渡り、「暗号文書」として黄金の夜明け団の創立の土台になり、ここに書かれたタロットとヘブライ文字の照応関係は結社の秘伝となり、この系統から後にいくつかの有名なタロットが生まれた。
黄金の夜明け団などの英語話者のオカルティストによるタロットの扱いは、概ね古いフランスのタロット理論を採り入れて、部分的に改変し、新しい結論を「秘密の伝承」として、魔術結社の中で提供するというものだった。黄金の夜明け団では、タロットとヘブライ文字との関係付け、タロットと7惑星・12星座との関係付けも改めて行った上、小アルカナについてもワンド・カップ・ソード・ペンタクルにカバラの創世論におけるアツィルト（流出界）、ブリアー（創造界）、イェツィラー（形成界）、アッシャー（活動界）の四界を、キング・クイーン・ナイト・ペイジには、セフィロトのコクマー・ビナー・ティファレト・マルクトと四元素の火・水・風・地を当てはめている。

### ウェイト＝スミス版タロットの出現とその影響

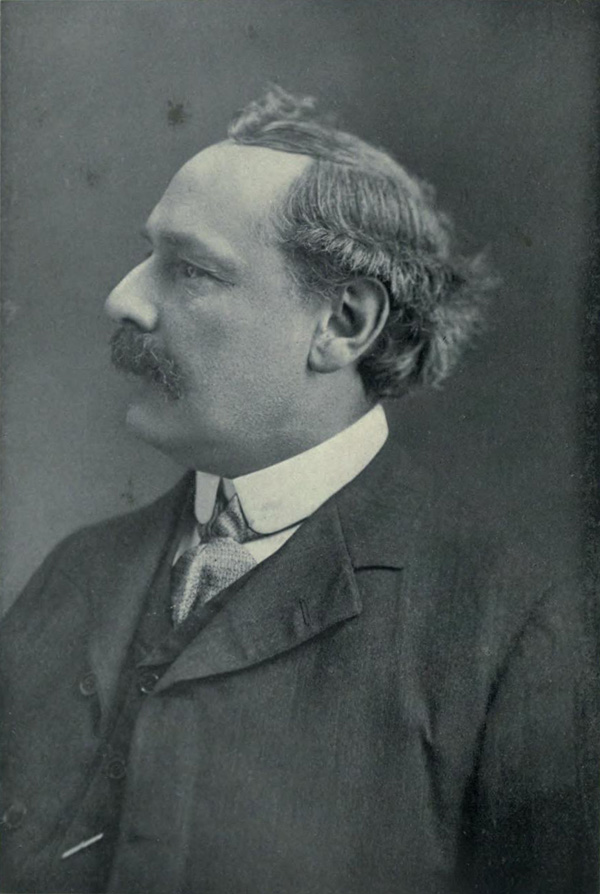
アーサー・エドワード・ウェイト

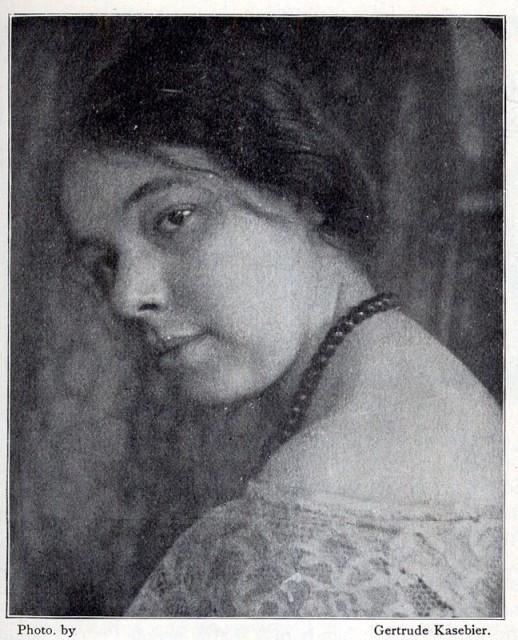
パメラ・コールマン・スミス

タロット史の第二の革命は、黄金の夜明け団系の解釈とフランス系の特徴を折衷したアーサー・エドワード・ウェイトによる構造を元にパメラ・コールマン・スミスが絵を作画した「ウェイト＝スミス版タロット」である。黄金の夜明け団系であり、スートは教団の慣習に従って、剣（ソード）、棒（ワンド）、杯（カップ）、ペンタクルと呼ばれている。切り札の名称は基本的に教団の首領の一人マグレガー・メイザースの冊子と同じであるが、デッキ全体は教団の思想を忠実になぞっているわけではない。コートカードの人物は教団の構想と異なり、これより伝統的なコートカードが採用されている。2から10までの数札には順序を示すローマ数字だけでなく、人間の姿が描かれており、これは非常に珍しい（イタリアのフェラーラ起源の15世紀銅版画による、非標準的なデッキであるソラ＝ブスカ・カードに前例が見られ、これを参考にしたと考えられている）。
このデッキは「イギリスで商業的に発売された最初の完全な占い用タロットデッキ」「エテイヤ（エッティラ）の伝統から独立した世界で初のデッキ」であり、非常に成功し、長年に渡り最も人気のあるデッキであり続け、現在も売れ続けている。この後のタロットの多くは、パメラ・コールマン・スミスのデザインを借用しており、ロナルド・デッカーとマイケル・ダメットは、彼女のデザインは「オカルトタロットデッキの標準パターンを打ち立てたと言っても過言ではない。」と評している。
多くのタロット愛好家に受け入れられ、ちょうどかつてのフランスで一時期はタロットといえば「エッティラ版」をさしたように、一時期の英米ではタロットといえば「ウェイト＝スミス版」をさすほどであった。現在の多くの創作タロットも数札に絵柄を入れる場合はウェイト＝スミス版のアイディアに準拠することが多い。このデッキは大アルカナの8番と11番を入れ替えていた。またこれまで「愚者」のカードは番号が与えられていないか、22番であったのを、0番の番号を与えた。しかしヘブライ文字の表記自体はカードから消し去っている。
他に、黄金の夜明け団の系統としてはアレイスター・クロウリーがデザインしフリーダ・ハリスが絵を作画した「トート・タロット」もよく知られている。こちらは8番と11番のカードの位置は伝統的な配置のままである。

### 現代のタロット

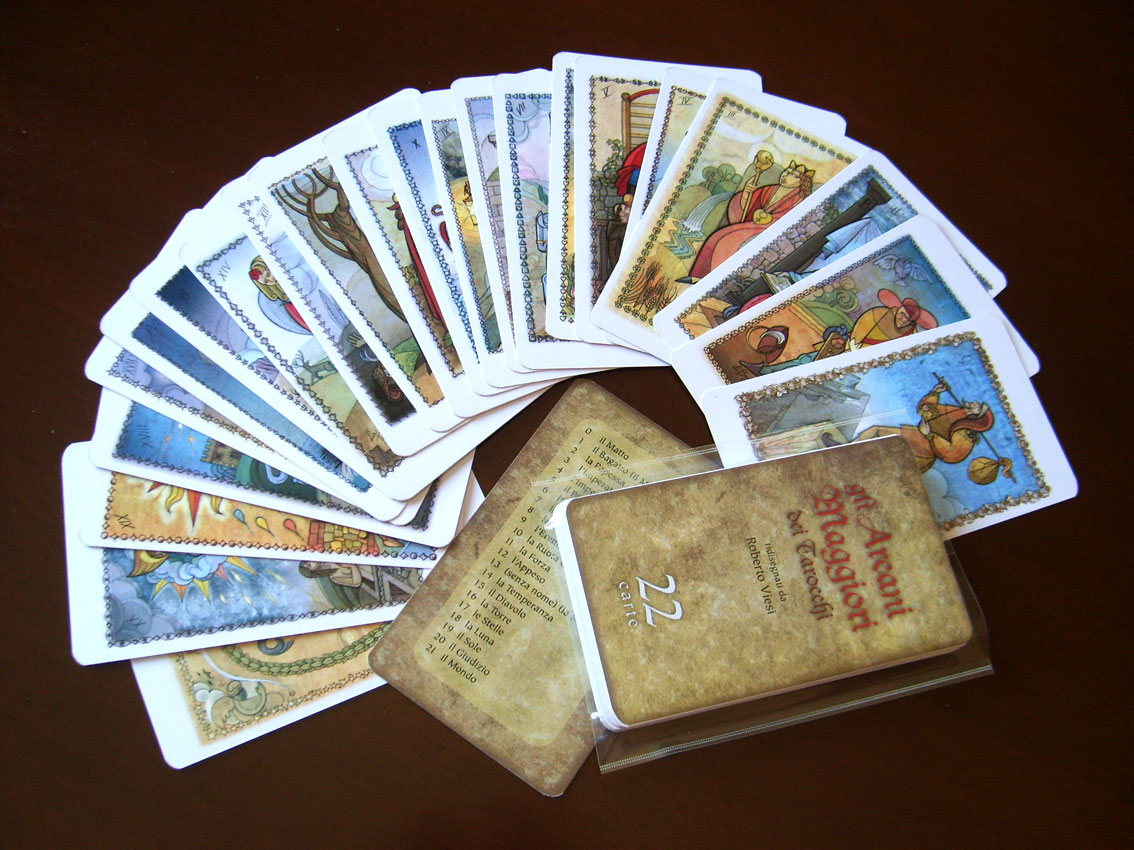
マルセイユ版タロットからインスピレーションを得た現代のタロットカード。制作者の画風が反映されている。

タロット史の第三の革命は、1972年イギリスの「アルフレッド・ダグラス版」とよばれるタロットの出現である。このデッキはウェイト＝スミス版に準拠しつつも、シンプルで力強い大胆なデザインと原色を基調とした鮮やかな色彩で人気を博した。これより以前、エッティラの昔から、一家言をもった神秘家たちがおのおのの自説に基づくオリジナルタロットを出版することはよくあることだったが、アルフレッド・ダグラス版の大ヒットから、黄金の夜明け団系のオカルト・タロットのみならず、あらゆるものをモチーフとし、自由なアイディアを盛り込んだ多くのオリジナルデザインのタロットカードが無数に作られるようになっていった。これ以来、映画『007 死ぬのは奴らだ』の小道具として創作された「007タロット」、ヒンドゥー教のタントラに基づくタロット「ダーキニー・オラクル」、日本風の「浮世絵タロット」、不思議の国のアリスのタロット、サルバドール・ダリがデザインした巨大サイズのタロット、ユング心理学に基づく「ユングのタロット」等、多くのタロットが誕生した。アルフレッド・ダグラス版は現代タロット文化の繁栄のきっかけとなっており、様々なタロットが生み出され続けている。

## カードの種類
大アルカナ（Major Arcana、22枚）と小アルカナ（Minor Arcana、56枚）の2種類があるが、小アルカナはカードゲーム以外では余り使用されないため、市販のカードには大アルカナのみのセットも多い。一組のタロットカードのセットを、デッキという。
18世紀、19世紀フランスのタロティストたちは、マルセイユ版タロットと呼ばれるバージョンを伝統的なタロットだと考えて、その切り札の順番と番号を「本来のタロット」のものだと考えたが、実際のところ、昔も今も別の様々なヴァリエーションのスート、順位付けがある。

### 大アルカナ（22枚）
大アルカナはスートのない 22 枚のカードで構成されている。カードの名前と番号は様々だが、一般的な名前は次の通りである。
愚者、魔術師、女教皇、女帝、皇帝、教皇、恋人、戦車、正義、隠者、運命の輪、力、吊された男、死神、節制、悪魔、塔、星、月、太陽、審判、世界

### 小アルカナ（56枚）
小アルカナは以下の4種類に大別され、それぞれ1〜10・ペイジ（Page）・ナイト（Knight）・クィーン（Queen）・キング（King）で構成される。
ワンド（Wand）：バトン（Baton）とも。棍棒。トランプのクラブに相当。
ソード（Sword）：剣。トランプのスペードに相当。
カップ（Cup）：杯または聖杯。トランプのハートに相当。
コイン（Coin）：ペンタクル（Pentacle）、またはディスク（Disk）とも。金貨又は護符。トランプのダイヤに相当。

## ゲームとしての現在のタロット

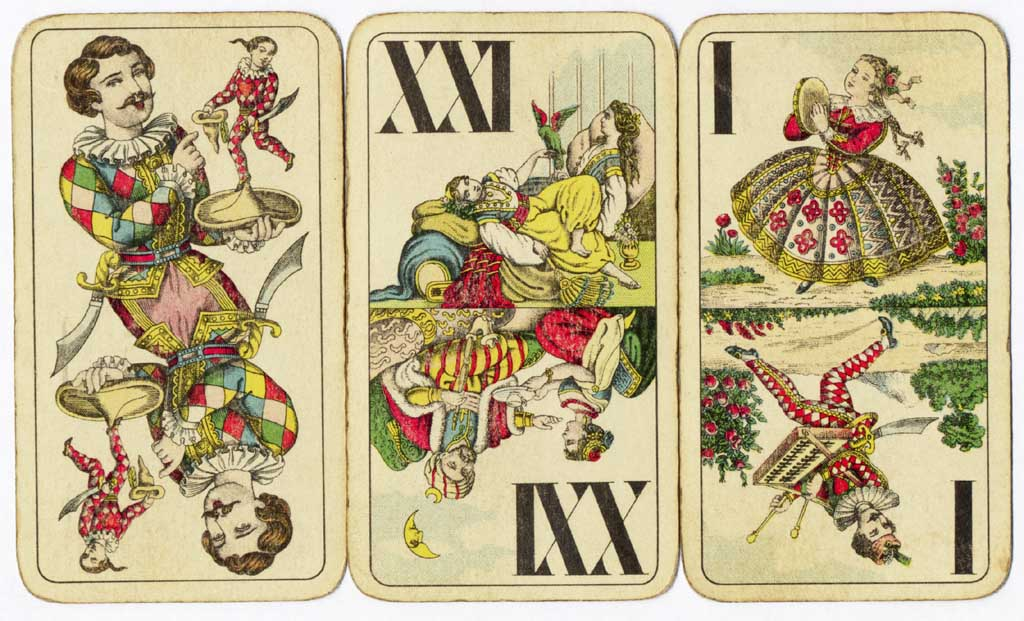
中央ヨーロッパのゲーム用タロットより愚者・切り札の21・切り札の1

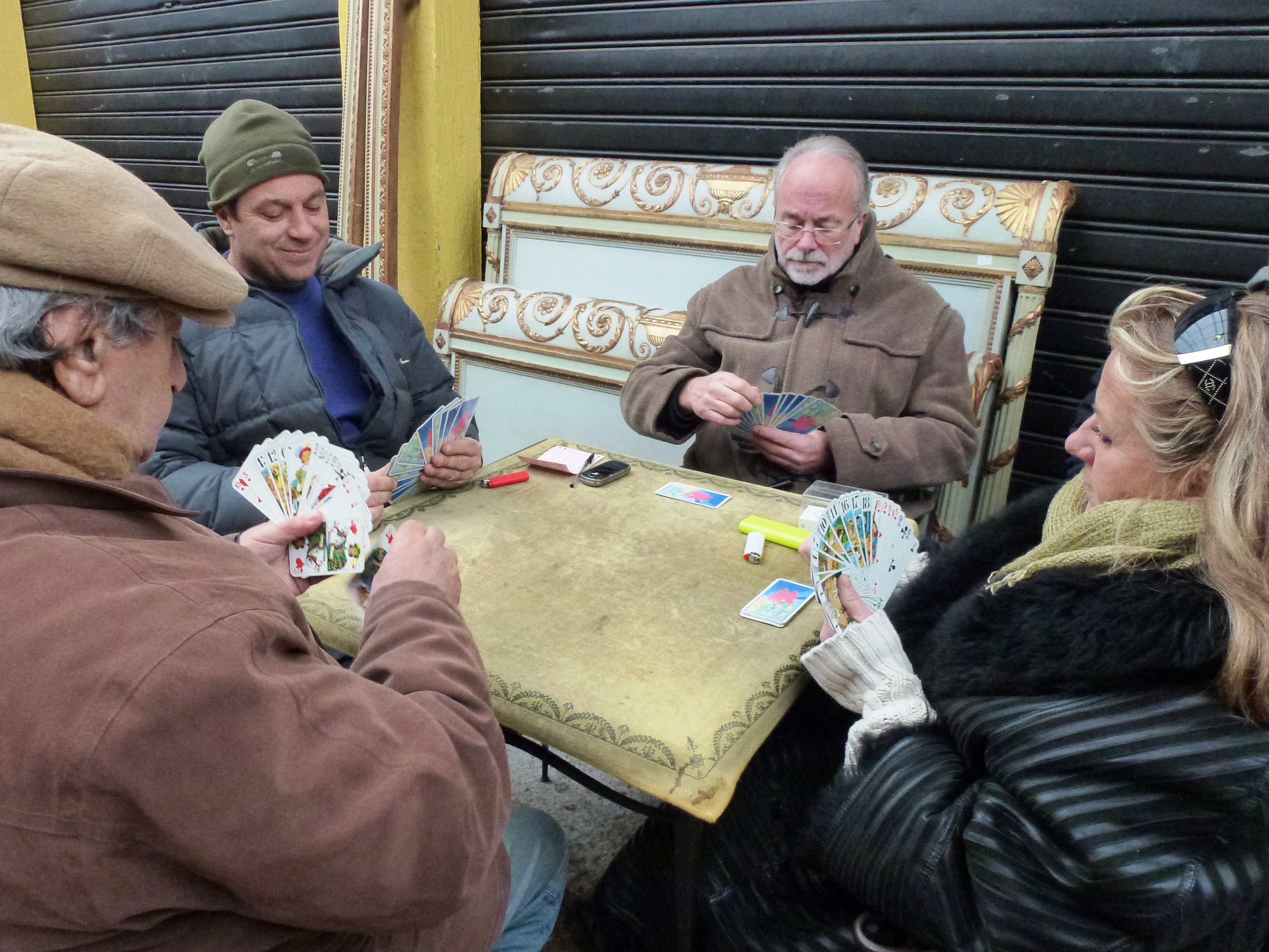
タロットカードで遊ぶ人々

ヨーロッパ大陸部では、タロットは現在でもゲームに使用されている。トランプと同じく様々な遊び方があるが、多くのゲームではトランプのトリックテイキングのルールに従う。特定のカードに得点がある、ポイントトリックゲームである。
とくにフランスと、旧ハプスブルク君主国諸地域（中央ヨーロッパのオーストリア・ハンガリーなどの諸国）で盛んであるが、両者でカードのデザインやルールがかなり異なる。
フランスでは、78枚のカードがそのまま使われる。切り札以外のスートはトランプと同じスペード・ハート・ダイヤ・クラブで、ジャックとクイーンの間に騎士（cavalier、略号C）が加わるため、56枚になる。切り札は1から21の番号がついており、番号の大きいほうが強い。そのデザインはオカルト用の大アルカナとはまったく異なっている（1=個人の狂気、2=幼年、3=青年、4=壮年、5=老年、6=朝、7=昼、8=夕方、9=夜、10=地・風、11=水・火、12=踊り、13=買い物、14=狩り、15=絵、16=春、17=夏、18=秋、19=冬、20=遊び、21=集団の狂気）。ゲームをプレイするにおいては番号のみに意味がある。愚者のカードは「l'Excuse」と呼ばれ、通常はマンドリンを持った道化師として描かれている。ゲームの上で切り札とは異なる独特の特徴を持つ。
中央ヨーロッパでもスートはフランス式のスペード・ハート・ダイヤ・クラブになっているが、トランプのスカートと同様、低位の数字札が存在しない。また、愚者は最強の切り札として扱われ、フランスでのような特殊な役割は持っていない。オーストリアでは通常54枚で、切り札22枚とそれ以外32枚（絵札16枚と高位の数字札16枚）よりなる。数字札は、黒いスート（スペード・クラブ）では数字が大きいほど強く（K > Q > C > J > 10 > 9 > 8 > 7）、赤いスート（ダイヤ・ハート）では数字が小さいほど強い（K > Q > C > J > 1 > 2 > 3 > 4）。これはうんすんカルタにも見られる古い特徴である。40枚しか使わない地域もある（切り札の2・3を使用せず、数字札は黒いスートの10と赤いスートの1しかない）。「ケーニヒルーフェン」というゲームでは、切り札の1・2・3・4は「Vogel（鳥）」と呼ばれ、特別な役割を持っている。
イタリアではラテン式スートが保たれており、数札は中央ヨーロッパと同様にスートによって強弱の順序が異なる。切り札のデザインも伝統的なデザインに近いが、順序はかなり異なっていて、天使（ = 審判）がもっとも強い。フランス式と同様に、愚者は通常の切り札とは別の特徴を持つ。
以下はフランスの公式ルールにしたがって述べる。
原則として4人で遊ぶ。ゲームは反時計回りに進行する。競りと最初のトリックのリードはディーラーの右隣からはじめる。ディーラーはプレイごとに反時計回りに移動する。
手札は18枚で、残り6枚は伏せておく。この6枚を「chien（犬）」と呼ぶ。競技者は順に競りを行う。すなわち自分が立つことを宣言するか、パスする。宣言の種類は以下の4つのレベルがある。レベルの高い宣言はそれ以前のレベルの低い宣言に勝つ。
1. prise （ふつうの宣言、chienを使用する。chienの点数は宣言者のものになる）
2. garde （priseと条件は同じだが、勝っても負けても点数が倍になる）
3. garde sans chien （chienを使用しない。chienの点数は宣言者のものになる。点数は4倍になる）
4. garde contre chien （chienを使用しない。chienの点数は宣言者の敵側のものになる。点数は6倍になる）

競りに勝った宣言者は、ひとりで残り3人の連合軍と戦う。chienを使用する契約の場合、宣言者はchienを表返してから手札に加え、かわりに不要な6枚を裏返しに出し（切り札は出してはならない）、それからプレイをはじめる。実際のプレイは通常のトリックテイキングのルールに従うが、リードと同じスートのカードを持っておらず、かつ切り札を持っている場合は、切り札を出さなくてはならない。また、切り札を出す場合は、場に出ているすべてのカードに勝てる切り札を持っている場合、それを出さなければならない。勝てる切り札がない場合は、どの切り札を出してもよい。切り札もない場合は、任意のカードを出してよい。
愚者はトリックテーキングのマストフォローのルールに従わず、いつでも出せる。愚者は通常もっとも低いカードなので、トリックに勝つことはできないが、愚者のカードはそのトリックに勝利した人ではなく、カードを出した人のものになる。
各カードはランクにより異なる点数を持っている。切り札の1・21および愚者の3枚は「oudlers」と呼ばれ、1枚あたり4.5点。それ以外はキングが4.5点、クイーンが3.5点、騎士が2.5点、ジャックが1.5点、それ以外が0.5点となる。全部のカードの点数を合計すると91点になる。
最終トリックで切り札の1が出た場合は、追加点10点がそのトリックに勝利した側に与えられる。
取らなければならないカードの点数には基本点があり、oudlersがなければ56点、1枚なら51点、2枚なら41点、3枚なら36点になる。宣言者が基本点以上の点数を取ったら宣言者の勝ちとなり、残り3人が点を宣言者に支払う。点数が基本点未満ならば、宣言者が残り3人に点を支払う。支払う点数は (25 + 基本点との差の絶対値 + 最終トリックで切り札の1が出た時の追加点)×(宣言により1・2・4・6のいずれか) となる。
全部のトリックを取った場合（グランドスラム）、200点のボーナス点がはいる。あらかじめ宣言しておけば倍の400点になるが、宣言しておいて失敗した場合は200点を支払わなければならない。
最初に配られたカードの中に切り札および愚者が10枚以上あったら20点、13枚以上なら30点、15枚以上なら40点のボーナス点がはいる。このボーナス点を得るには最初のトリックで自分の番が来た時にあらかじめカードをさらして宣言しておく必要がある。なお、カードをさらしておきながらプレイに負けた場合は、カードをさらした側のメンバーはそれぞれボーナス点を逆に相手に払う必要がある。

## 名称
フランス語や英語ではtarotの語尾の t を発音せず日本語の「タロ（ー）」に近い発音となるが、日本語では語尾の t を発音し「タロット」と呼ぶのが一般的である。因みに他言語ではイタリア語: tarocchi（タロッキ、単数形は「tarocco」）、ドイツ語: Tarock（タロック）となっている。tarotの語源は不明である。

## アイルランドのアベイ座設立への影響
イギリスの資産家で芸術の支援者、黄金の夜明け団の重鎮でタロットに熟達していたアニー・ホーニマンは、同じく団員で才能を高く評価していた詩人・劇作家のウィリアム・バトラー・イェイツへの支援をめぐってタロット占いを行い、この読み解きをもとに、彼が自由に活動できる場を与えるために劇場を用意することに決め、常設劇場のアベイ座を建てた。アベイ座はアイルランド演劇運動、アイルランド文芸復興運動の最前線となった。